# Уся

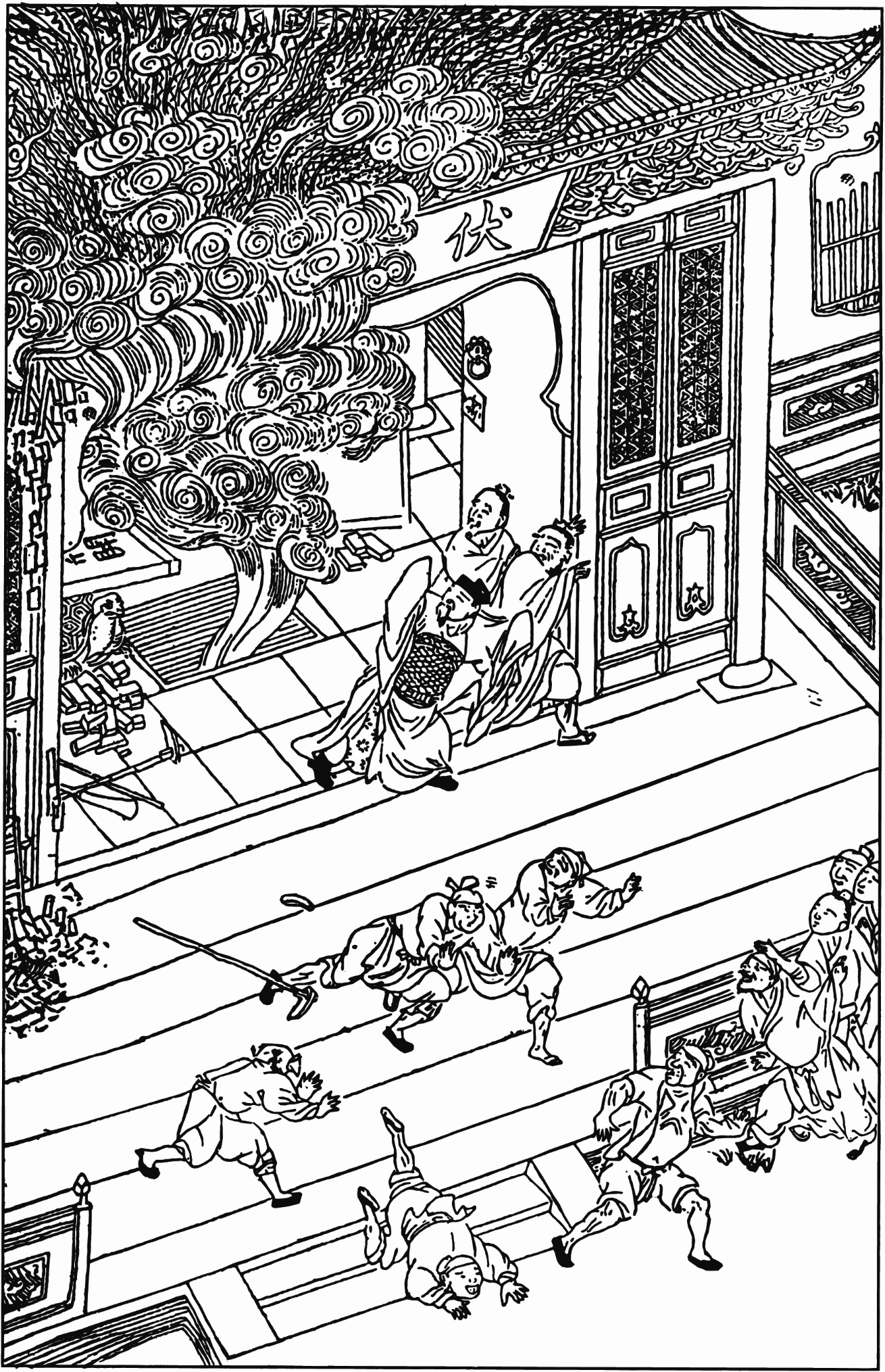
Старинная иллюстрация к роману «Речные заводи»

Уся́ (кит. 武俠) — приключенческий жанр китайского фэнтези (литература, телевидение, кинематограф), в котором делается упор на демонстрацию восточных единоборств. Уся в кино представляет собой насыщенную фантастическими элементами разновидность фильма с боевыми искусствами. Термин «уся» образован путём сращения слов ушу («боевое искусство») и ся (рыцарь, зачастую странствующий).

## История жанра
Одним из первых произведений в жанре уся была танская новелла «Куньлуньский раб», повествующая о чернокожем невольнике, который благодаря чудесному навыку прыгать с крыши на крышу и взбираться по гладким стенам домов спасает из мандаринского гарема подругу своего хозяина. К жанру уся можно отнести и знаменитый средневековый роман «Речные заводи».
Во времена империй Мин (1368—1644) и Цин (1644—1912) на изображения «благородных разбойников» был наложен запрет с тем, чтобы описания фантастических единоборств не воспламеняли души подданных императора. Вторую жизнь жанр обрёл с обвалом императорского Китая в начале XX века.
Коммунистические власти Китая неодобрительно относились к авторам уся, зато на Тайване и в Гонконге с 1960-х по 1980-е гг. уся развился в один из самых популярных жанров массовой культуры. Самыми известными стали три автора — Цзинь Юн, Гу Лун и Лян Юйшэн, которых называли «тремя опорами треножника уся». На Западе первые поклонники китайского фэнтези появились с публикацией переводов произведений гонконгского автора Цзинь Юна. Последние годы XX и начало XXI вв. были ознаменованы появлением компьютерных игр в жанре уся (Jade Empire, Dynasty Warriors).

## Основные характеристики

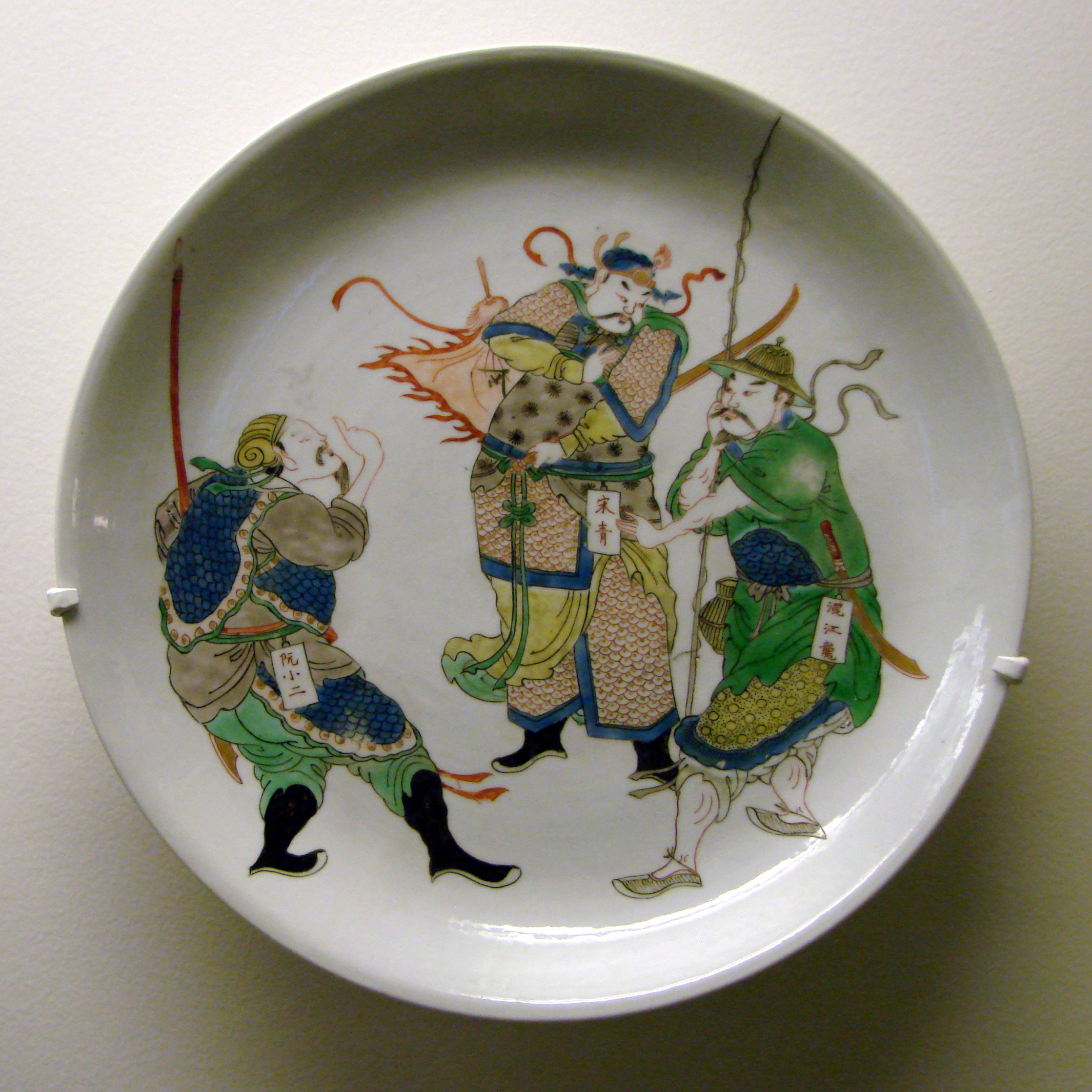
Фарфоровое блюдце с изображением на тему «Речных заводей» (правление Канси, XVIII век)

Действие уся разворачивается в «цзянху» (досл. «Реки-озёра» — образ, означающий в китайском вольный мир, вольницу) — особом, сочетающем вымысел с реальностью мире мастеров боевых искусств, живущих вне судов и законов государства, и либо состоящих во всевозможных учениях/кланах/школах, либо странствующих в одиночку.
Обычно главный герой — молодой человек, который, пережив большое горе, с честью проходит все лишения и испытания, чтобы стать «лучшим мастером единоборств» во всём Китае. Подобно Робину Гуду, он приходит на помощь тем, кто не в состоянии постоять за себя. В других случаях сюжет построен на перипетиях борьбы между благородным мастером единоборств и его столь же сильным, но лишённым благородства соперником. Как правило, в конце главный герой погибает.

## Уся в кино
Первым фильмом уся, снятым в самом Китае, было «Сожжение храма красного лотоса» (1928). В период с 1928 года по начало 1930-х годов было снято множество фильмов этого жанра на шанхайских киностудиях, пока китайское правительство (Гоминьдан) не запретило выпуск подобных лент как пропагандирующих чрезмерное насилие и реакционный феодализм.
Начало второй волны уся в кино датируется 1960-ми годами. Начиная с середины 1960-х и по середину 1980-х годов фильмы в жанре уся производились на сингапурской (позже гонконгской) студии братьев Шао. Шедевром этой студии считается боевик «Однорукий меченосец» (1967) с Джимми Ван Юем в главной роли.
Оригинальный взгляд на жанр уся был у знаменитого гонконгского режиссёра и киноактёра Чу Юаня (известного советскому зрителю по роли главного злодея в картине Джеки Чана «Полицейская история»), снявшего в 1970-х годах на студии Shaw Brothers несколько неординарных лент с Ти Луном в главной роли (например, «Волшебный клинок»).
Также большое распространение жанр уся получил на Тайване, где фильмы с полуисторическими-полусказочными сюжетами снимались в большом количестве с конца 1960-х и до первой половины 1980-х годов.
Начиная с середины 1970-х годов популярность фильмов уся резко пошла на убыль — их вытеснили фильмы, сравнительно реалистично изображающие кун-фу, или китайский бокс; одним из первых в них главные роли исполнил Брюс Ли («Большой босс», 1971; «Кулак ярости», 1972). После банкротства студии Shaw Brothers в 1985 году фильмы в жанре уся стали достаточно редкими гостями на киноэкране более, чем на десятилетие. Некоторое распространение в этот период получили фильмы в жанре мистического фэнтези (с элементами фильма ужасов), например, серия фильмов «Китайская история о призраках».
С распространением спецэффектов и экономическим подъёмом Китая создались предпосылки для возрождения китайского фэнтези с боевыми искусствами. Большая заслуга в этом принадлежит ленте тайваньского режиссёра Энга Ли «Крадущийся тигр, затаившийся дракон» (2000), которая стала самым кассовым неанглоязычным фильмом в истории США и была представлена к премии «Оскар» в десяти номинациях.
Вслед за Энгом Ли внимание на уся обратил китайский режиссёр Чжан Имоу, обогативший жанр уся крупнобюджетными драмами «Герой» и «Дом летающих кинжалов».
В последнее время отмечено влияние условностей жанра уся (сверхчеловеческие скорость, реакция, удары, полёты) на голливудские блокбастеры (например, тетралогия «Матрица»). Существуют и пародии на жанр уся: например, пародийный боевик «Разборки в стиле кунг-фу» Стивена Чоу и полнометражный мультфильм «Кунг-фу панда» студии DreamWorks Animation.

## См.также
- Сянься (жанр)
- Юся